# Robert McHugh
Robert McHugh (Glasgow, 16 luglio 1991) è un calciatore scozzese, attaccante del St. Cadoc's.

## Caratteristiche tecniche
Ala destra, può giocare anche da centravanti.

## Carriera

### Club
Ha giocato nella prima divisione scozzese.

### Nazionale
Ha giocato nella nazionale scozzese Under-19.

## Palmarès

### Club

#### Competizioni nazionali
- Scottish League Two: 1

Queen's Park: 2020-2021